# 野球どアホウ伝
野球どアホウ伝（やきゅうどアホウでん）は、水島新司が雑誌に連載した短編を集めた漫画。コミックスは少年サンデーコミックスより全5巻（1975年-1976年）。後に、やはり小学館のレーベルであるワイド版（スーパー・ヴィシュアル・コミックス）にて全3巻にて再版された（1992年）。
この作品に、水島新司以外の漫画家が書いた漫画もおまけとしてある。コミックスの1、2巻は短編を集めた漫画、3巻は江川卓と田淵幸一のサクセスストーリーが描かれている。

## 収録作品
収録順はワイド版に基づくもの。

### 1巻
出刃とバット（1973年連載）
新潟県の白新中学で野球部員だった主人公佐倉新吉は、魚屋の息子であり家庭の事情のため高校進学を断念。仕事中のある日、高校生時代に地元のスラッガーだった中西将が、海に向かって毎日、豪快な素振りをしているのをみかける。プロ野球チーム･城東アタックスのスカウトの住吉が現れ、中西将を入団テストにつれていく。彼らと一緒にアタックスに向かった新吉は、その選手寮で賄いをしながら、いつか自分の店を持つことを夢見る。一方、アタックスに入団した･中西将は手作りの木製バットで豪打を放つプロ野球屈指のスラッガーとなる。そんな新吉と中西の2人のストーリー。ごく短い短編の全6話で構成されている連作作品。佐倉の境遇については、水島本人のものが反映されている。
第19回（昭和48年度）小学館漫画賞受賞作品。
パンダ球団（1973年連載）
主人公の小学四年生の丹波幸太郎は、リトルリーグの「パンダ球団」に入る。だが、祖父は家業のドーナツ屋「丹波屋」をつげと幸太郎に言う。祖父がパンダ球団を嫌うのは、ライバルの般田（ぱんだ）パン店がパンダ球団に金をだし、長男の熊吉（『男どアホウ甲子園』の大熊牛吉と同じキャラクター）が、球団での幸太郎の教師役であるためだった。そんな葛藤も乗り越え、ふとしたチャンスで試合にでることができた幸太郎は、ヘマなプレイを繰り返す。しかしその後、熊吉の特訓をうけた幸太郎は野球が上達する。
雑誌掲載当時の、1973年のパンダ・ブームに乗っかった作品。
幻球秘話（1972年発表）
東京メッツの投手であるジャンボ（『へい!ジャンボ』の主人公）は、日本シリーズ第7戦登板のために球場へ向かう途中、自動車事故で命を落としてしまう。だが、天界でジャンボは天使から第7戦で負けることを条件に、一時的に命を与えられる。そして試合に臨んだジャンボは……。
天界でメッツとアパッチとの試合をそれぞれ応援する、天使の輪をつけた死者たちが登場するが、メッツ側を応援する天使の一員として、「フーテンの寅」の服装の渥美清をモデルにした人物が登場する。
東京メッツの対戦相手の大阪アパッチの選手として、岩鬼正美と藤村甲子園が登場する。
酔いどれ90番（1975年発表）
大阪の下町を舞台に、寂れた商店街に客を呼び戻すために主人公ヤスタケとその仲間たち（卓（すぐる、江川卓をモデルとした人物）ほか）が東京からやってきたスーパーの社長の息子の野球チームと対決する。酒を飲み、バットに酒しぶきを浴びせる背番号90のヤスタケ少年や大衆酒場･大虎の娘サチ子など、随所にあぶさんを思わせる描写がある。
ヤスタケと卓は『一球さん』での試合中に客席に頻繁に登場していた人物。
『男どアホウ甲子園』の大熊牛吉が、商店街の服屋、かつ、草野球の主審として登場している。
なお、野村克也をモデルとした町内会長が「野村屋」という商店を経営しており、卓の才能を見ぬいて、キャッチャーとして卓の剛球をうける場面がある。
草野球の出場選手として、敵側に金田正一・金田留広をモデルとした人物（商店街のライバルである金田屋スーパーの息子たち）、味方側に田淵幸一・王貞治をモデルにした人物が登場する。
少年甲子園（1971年発表）
強打者を求めて野球の試合を渡り歩く、小学生六年生の『野球風来坊』こと藤村甲子園。そんなある日、藤村はある試合で対戦した「黒町」チームの大熊というバッターに完膚なきまでに打ち込まれてしまう。だが、そんな強打者の大熊が将来目指しているものは野球選手ではなく菓子屋。それを知った藤村は……。
大熊の容貌は、後の山田太郎に非常に似ているが、左打者でなく、右打者。
また、「黒町」チームの監督として、作者自身をモデルとしたキャラクターが登場する。

### 2巻
赤いプロテクター（1969年発表）
ドラフト会議で複数球団の競合の末に東京アパッチに入団した、大学野球界の金の卵･大友。一方、東京アパッチにはベテランのキャッチャー･島市蔵がいた。新人とベテラン、二人のキャッチャーを中心に語られる人間模様。
スマイル五郎（1972年発表）
主人公平山五郎は、東京メッツに在籍する笑顔だけが取り柄の男。そんな五郎がひょんなきっかけから先発するや、前年の三冠王･大日本オリオールズの王嶋を守備で、そしてワンポイントリリーフで完璧に封じ込める。王嶋を抑え続け、メッツとともに快進撃を続ける五郎だが、彼にはひとつの秘密があった。
五郎の突飛な投球スタイルは、のちの『ストッパー』での三原心平に継承されている。
野球どアホウ（1970年発表）
東京アパッチの新人投手･堀田源太郎は癇癪持ちの性格が災いしてか、なかなか勝ち星を挙げられずにいた。ある日、監督の起用法に疑問を持った堀田は、真意を問うために監督の自宅を訪れる。そこで堀田が見たものは、柄に星が二つ刻まれた日本刀だった。
ルーキー30（1972年発表）
阪神タイガースにドラフト下位で入団した五利三郎は、子連れの中年選手。そんな五利と、甲子園球場でウグイス嬢をしている珠子との触れ合いを描く。
五利は、『野球狂の詩』の監督・五利一平に、容貌・口調・キャラクターとも非常に似ている。
ああ球魂（1969年発表）
紅南高校のキャッチャー・伴は、実力はあるもののあまりにも勝ちに執着するあまりにチームの和を乱してしまい、ついには先発を外されてしまう。そんな様子を見ていた中学時代の伴の同級生で明訓高校陸上部のスプリンター･司は、旧友のためにある行動に出るが……。
夏の甲子園神奈川県予選を舞台に、友情とチームワークを描いた作品。
キャッチャーの名前が「伴」、陸上部の選手が代走に出る、ピッチャーの爪が割れるなど、『巨人の星』と似た設定・展開がある作品。
ガラスのシンデレラ（史村翔原作、1975年発表）
東京六大学野球で慶応大学の強打者として活躍した速水司郎は、養父の速水監督がいる宮城ボッツに、ドラフト一位の「シンデレラ・ボーイ」として入団する。開幕戦からレギュラーに起用され、最初は不振だったが、徐々に活躍するようになる。だがデッドボールをうけて左目が失明、また速水監督も解雇される。その二年後のシーズン、司郎は打者として復活する。

### 3巻
怪物誕生（1973年発表）
江川卓の誕生から甲子園出場まで間の家族とのエピソードを描いた中編。
江川投手と俺（1973年発表）
取材構成：水島新司、作画：五十嵐幸吉
1973年のセンバツ出場時の作新学院の宿舎を訪れた取材記。江川の投球を捕手として受けてみて、「江川の剛球は藤村甲子園とまったくいっしょだぜ」と感想を述べている。
ほえろ若トラ（1969年-1975連載）
田淵幸一の小学校、中学校、高校、大学での球児ぶりを描いた連載。小学校時代は痩せていて「モヤシ」と呼ばれていた。この作品以降、すべて「別冊少年キング」に掲載。
ほえろ若トラ1 黄金バッテリー（1970発表）
田淵幸一と江夏豊との「黄金バッテリー」の絆を描いた短編。
ほえろ若トラ2 打倒ジャイアンツ（1970発表）
捕手としての打倒ジャイアンツを目指す田淵幸一の姿を描いた短編。田淵からサインボールをもらったことがきっかけで、病気から回復した少年の回顧シーンが含まれる。
ほえろ若トラ3 猛虎タイガースの復活（1970発表）
田淵幸一の新人の年。打撃の不振や、一塁手へのコンバートに悩む姿を描いた短編。